# District de Chhatarpur
Pour les articles homonymes, voir Guna (homonymie).
Le district de Chhatarpur  (hindi : छतरपुर  जिला) est un district  de l'état du Madhya Pradesh, en Inde

Ville de Chhatarpur.

## Géographie
Au recensement de 2011, sa population compte 1 762 375 habitants pour une superficie de 8 687 km2.
Son chef-lieu est la ville de Chhatarpur. 